# Bündner Heimatschutz

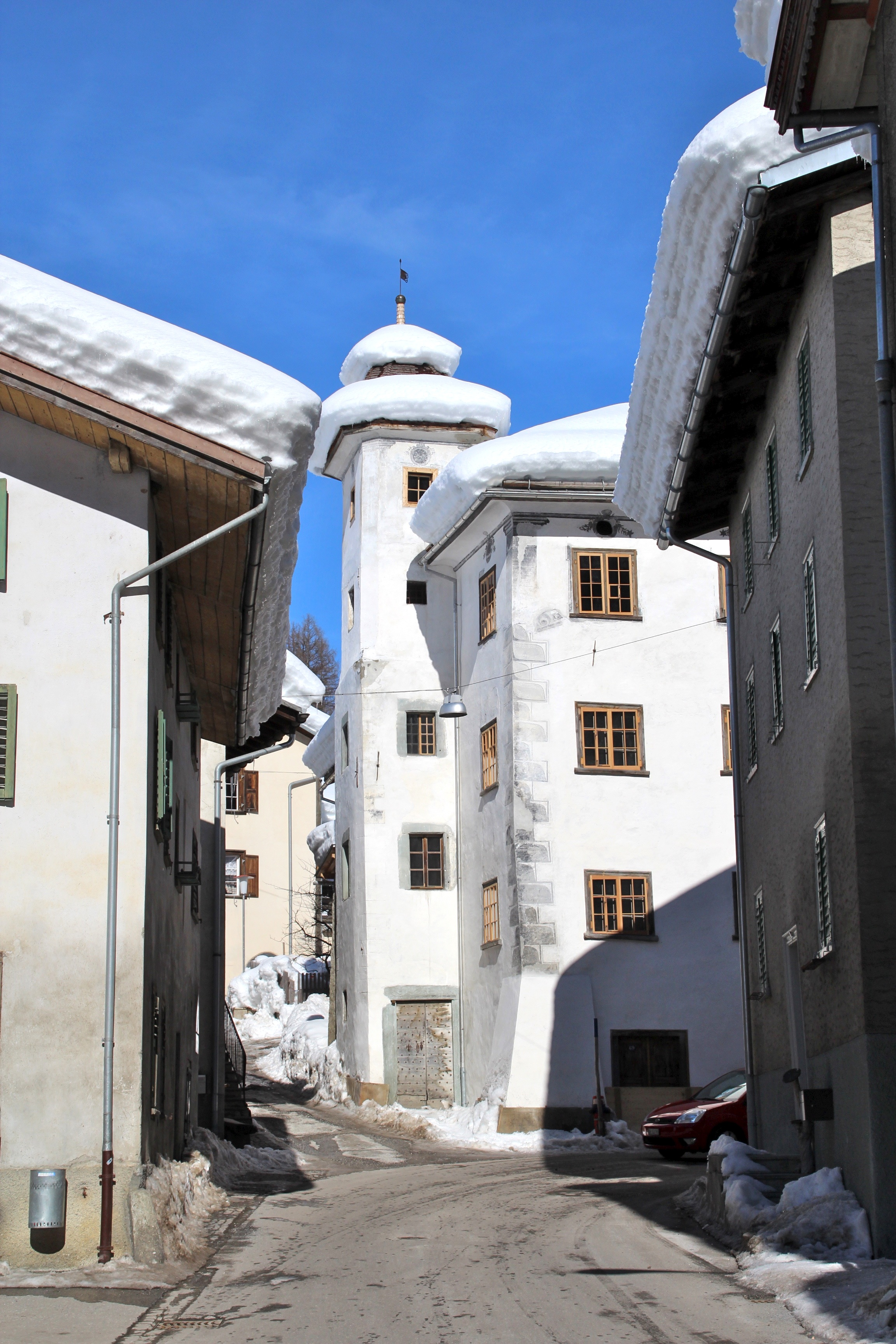
Umgesetztes Projekt des Bündner Heimatschutzes: Türalihus, Valendas

Der Bündner Heimatschutz ist eine kulturpolitische Vereinigung im Kanton Graubünden und eine Sektion des Schweizer Heimatschutzes.

## Ziele und Geschichte
Der Bündner Heimatschutz engagiert sich für die Pflege des architektonischen Erbes, den Erhalt der Ortsbilder und den Landschaftsschutz. Er ist konfessionell und parteipolitisch neutral.
Das umfangreichste Projekt des seit 1905 aktiven Bündner Heimatschutzes war die Instandsetzung von ungefähr 30 Gebäuden im Unterengadiner Dorf Guarda in den Jahren 1939 bis 1945 durch Iachen Ulrich Könz. Sie erfolgte im Geist der Heimatschutzarchitektur.

## Projekte
Derzeit (Stand: 2021) laufen Projekte (teilweise noch im Stadium von Machbarkeitsstudien) zum Hotel Löwen Post in Mulegns, zum öffentlichen Raum in Riom (Nova Fundazion Origen), zum «Haus des Gesangs» für Mathon, zur nachhaltigen Dorfentwicklung in Valendas, zum Hommage an Robert Obrist.
Folgende Projekte konnten abgeschlossen werden:
- 2007–2011: Sanierung Splügenpassgalerie (Ingenieur: Conzett Bronzini Gartmann)
- 2013: Neugestaltung des Plaz Cadruvi, Sumvitg[4] (Architekt: Pablo Horváth)
- 2013: Sanierung Valtschielbrücke, Donat (Ingenieur: Jürg Conzett)
- 2014: Türalihus, Valendas mit Ferienwohnungen der Stiftung Ferien im Baudenkmal (Architekt: Capaul & Blumenthal)
- 2014: Engiihuus der Stiftung «Valendas Impuls» wurde zum «Gasthaus am Brunnen» (Architekt: Gion A. Caminada)
- 2015: Alter Torkel, Jenins[5] (Architekt: Pablo Horváth)
- 2016: Restaurierung ehemalige Schulhaus, Valendas (Architekt: Nickisch Walder)[6]

## Präsidenten
- seit 2016: Patrick Gartmann
- 2011–2015 Inge Beckel
- 1997–2010: Jürg Ragettli
- 1992–1996: Fortunat Held[7]
- 19??–1995: Rita Cathomas-Bearth

## Mitglieder
Die Mitgliederliste umfasst gegen 100 Personen. Mitglieder sind unter anderen Conradin Clavuot, Jürg Conzett, Leza Dosch, Robert Obrist, Ludmila Seifert-Uherkovich, Ramun Capaul, Gion A. Caminada, Köbi Gantenbein, Michael Hemmi, Rita Cathomas-Bearth, der Besitzer Burganlage Hohen Rätien Ruedi Jecklin sowie die Gemeinde Arosa.

## Publikationen
- Das Bündner Monatsblatt wird seit 2003 gemeinsam mit dem Institut für Kulturforschung Graubünden (ikg) herausgegeben.
- Ludmila Seifert: Poschiavo Borgo. Architekturrundgänge in Graubünden. Chur 2003, ISBN 3-9522837-0-3.
- Ludmila Seifert: Bergell. Architekturrundgänge in Graubünden. Chur 2012, ISBN 978-3-85637-426-6.
- Lumila Seifert: Bregaglia. Architekturrundgänge in Graubünden. Chur 2012, ISBN 978-3-85637-427-3.
- Leza Dosch: Nachkriegsmoderne in Chur. Architekturrundgänge in Graubünden. Chur 2013, ISBN 978-3-85637-450-1.
- Ralph Feiner (Fotografien): Bauen in Graubünden. Architekturführer zu 100 zeitgenössischen Bauten. Herausgeber Bündner Heimatschutz und Hochparterre, Chur 2013, ISBN 978-3-909928-23-1.
- Ludmila Seifert: Valendas. Architekturrundgänge in Graubünden. Chur 2015, ISBN 978-3-85637-473-0.
- Leza Dosch, Bernhard Furrer, Ludmila Seifert: 52 beste Bauten – Baukultur Graubünden 1950–2000. Herausgeber Bündner Heimatschutz, Verlag Hochparterre AG, Chur 2020, ISBN 978-3-909928-61-3.